# Hogna litigiosa
Hogna litigiosa Roewer, 1959 è un ragno appartenente alla famiglia Lycosidae.

## Caratteristiche
I cheliceri sono di colore marrone, ed anche la parte anteriore del capo è dello stesso colore.
L'olotipo maschile rinvenuto ha lunghezza totale è di 9 mm; la lunghezza del cefalotorace è di 4,5 mm; e quella dell'opistosoma è di 4,5 mm.

## Distribuzione
La specie è stata reperita nell'Angola: nei pressi della località di Mossamedes.

## Tassonomia
Al 2017 non sono note sottospecie e dal 1959 non sono stati esaminati nuovi esemplari.